# 雨中的聲音
《雨中的聲音》，為泰國Workpoint TV、Viu及AIS Play於2020年12月19日起播出的奇幻愛情電視劇。由玛茶榕·栓勒玛（Linn）及纳帕·维凯伦罗（Na）主演。
此劇由BeBraveHub製作，於2020年12月在Workpoint TV、Viu及AIS Play首播，翌年2月終映。

## 劇情簡介
此劇講述著名時裝設計師Rarin（Linn 飾演）擁有一種超能力，她會在下雨時聽到一把男人的聲音，這把聲音一直給予她設計的靈感。Rarin一直推測這聲線的主人到底屬於誰，但從來沒有想過，原來那把聲音屬於將會與自己合作的演員兼模特兒Tanthai（Na 飾演）。Rarin本是對他充滿幻想，但認識聲音的主人後只覺得失望。兩人都希望腦海裡的聲音可以消失，於是希望找出聲音出現的原因，以及清除聲音的方法，但原來一切都是有原因的...

## 演員陣容
註：括號內的演員姓名為小名。

### 主要人物
- 玛茶榕·栓勒玛（Linn）飾演 Rarin

時裝設計師，擁有著下雨時能聽到一把男人的聲音的超能力，會形容那把聲音的人為「王子」。
- 纳帕·维凯伦罗（Na）飾演 Tanthai

演員兼模特兒，擁有著下雨時能聽到一把女人的聲音的超能力，很討厭腦海中的那把聲音。在一次介紹產品的直播中意外成名，但成名時間瞬間即逝。

### 其他人物
- 坎·卡特塔翁（英语：Kan Kantathavorn）（Fluke）飾演 Porsche

Rarin的朋友，喜歡Rarin，已向其提出60次求婚。
- 娜塔扎瑞·抔勒威查固（Cherreen）飾演 Mai

Tanthai的經理人及表姐
- Kanjanaporn Plodpai 飾演 Anya

著名時尚專欄作家，其評論能夠決定新品牌的命運。對Rarin設計的時裝評價一般。
- 努弗恩·布艾 飾演 Kan

時裝設計師
- Chanicha Boonpanuvijit 飾演 Rung

Tanthai的妹妹，擁有成為時裝設計師的夢想，卻因意外而成為植物人。
- Poramaporn Jangkamol（June）飾演 Praew
- Sararat Sajew（Annie）飾演 Sao

Rung的護理師

### 特別出演
- Krittaphat Chanthanaphot 飾演 醫生

## 劇集原聲帶
| 曲序 | 曲目           | 演唱      |
| ---- | -------------- | --------- |
| 1.   | 《》（片尾曲） | Tom Isara |

## 劇集迴響

### 泰國電視收視
- 收視最低的集數以藍色表示，收視最高的集數以紅色表示，而空格則表示該集的收視沒有相關數據。

| 集數 No.   | 播放日期       | 播放時段 (UTC+07:00) | 平均收視率 | 來源   |
| ---------- | -------------- | -------------------- | ---------- | ------ |
| 1          | 2020年12月19日 | 星期六 22:30         | 0.137      | [ 4 ]  |
| 2          | 2020年12月20日 | 星期日 22:30         | 0.088      | [ 4 ]  |
| 3          | 2020年12月26日 | 星期六 22:30         | 0.160      | [ 5 ]  |
| 4          | 2020年12月27日 | 星期日 22:30         | 0.125      | [ 5 ]  |
| 5          | 2021年1月2日   | 星期六 22:30         | 0.207      | [ 6 ]  |
| 6          | 2021年1月3日   | 星期日 22:30         | 0.121      | [ 6 ]  |
| 7          | 2021年1月9日   | 星期六 22:30         | 0.149      | [ 7 ]  |
| 8          | 2021年1月10日  | 星期日 22:30         | 0.149      | [ 7 ]  |
| 9          | 2021年1月16日  | 星期六 22:30         | 0.187      | [ 8 ]  |
| 10         | 2021年1月17日  | 星期日 22:30         | 0.102      | [ 8 ]  |
| 11         | 2021年1月23日  | 星期六 22:30         | 0.137      | [ 9 ]  |
| 12         | 2021年1月24日  | 星期日 22:30         | 0.091      | [ 9 ]  |
| 13         | 2021年1月30日  | 星期六 22:30         | 0.173      | [ 10 ] |
| 14         | 2021年1月31日  | 星期日 22:30         | 0.128      | [ 10 ] |
| 15         | 2021年2月6日   | 星期六 22:30         | 0.116      | [ 11 ] |
| 16         | 2021年2月7日   | 星期日 22:30         | 0.106      | [ 11 ] |
| 平均收視率 | 平均收視率     | 平均收視率           | 0.136      | 1      |

^1  基於每集的平均觀眾份額。

## 外部連結
- MyDramaList劇集介紹及劇評（页面存档备份，存于）（英文）
- 豆瓣电影上《雨中的聲音》的資料 （简体中文）（页面存档备份，存于）（中文）